# Microstylum partitum
Microstylum partitum là một loài ruồi trong họ Asilidae. Microstylum partitum được Walker miêu tả năm 1856. Loài này phân bố ở vùng nhiệt đới châu Phi.